# 染谷香予
染谷香予（1991年5月14日—），茨城县人，日本女子空手道运动员，帝京大学毕业。曾代表国家参加2014年和2018年亚洲运动会，也曾多次获得亚洲锦标赛奖牌。2023年11月宣布退役。